# タイニーバン・ストーリー
『タイニーバン・ストーリー』（原題：The Tiny Bang Story）とは、Colibri Gamesによって開発されたポイント・アンド・クリックアドベンチャーゲームである。

## ゲームプレイ
ある日小惑星が衝突しバラバラに壊されてしまったタイニー・プラネットという空想上の世界が舞台となっている。プレイヤーは、5つのチャプターを通してポイント＆クリック操作で色々なパズルを解いたり想像力豊かな機械を修理したりして、タイニー・プラネットの復元を目指していく。

## 開発
タイニーバン・ストーリーは、2010年にロシアにてアーティストのエドワード・アルチュニャンとプログラマーのドミトリー・サンニコブによって設立されたインディーズ・ゲーム会社のColibri Gamesによって、13ヶ月にかけて開発された。手書き風のビジュアルの大部分は、Photoshopを利用して描かれている。